# Pozycja kolankowo-łokciowa

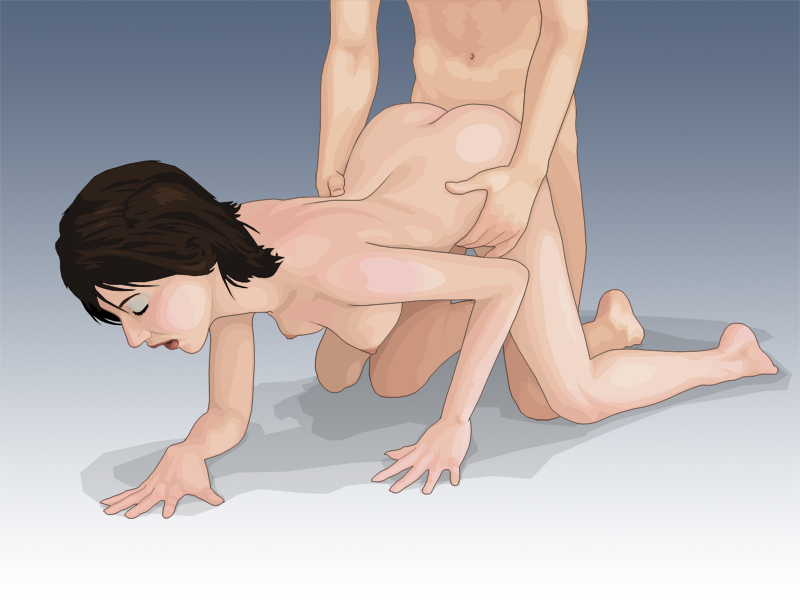
Ilustracja przedstawia kobietę i mężczyznę odbywających stosunek płciowy w pozycji kolankowo łokciowej.

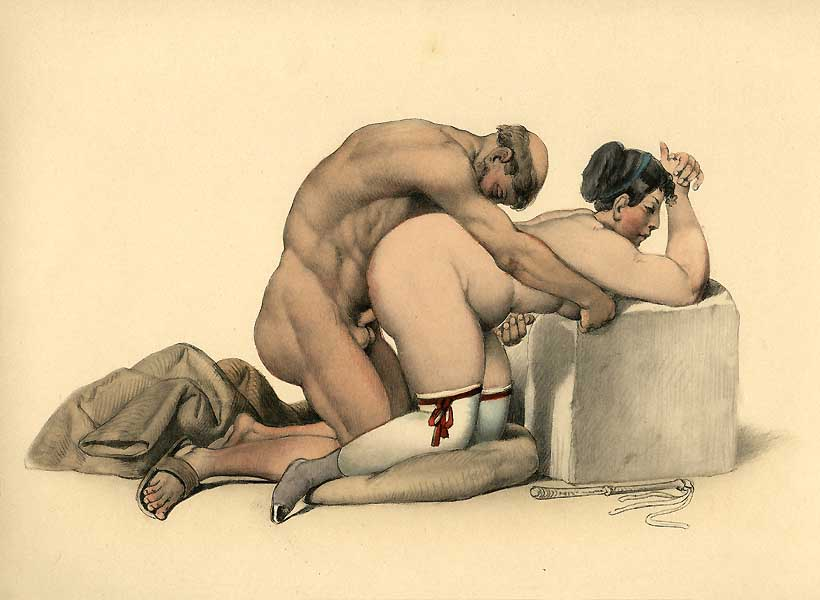
Odmiana pozycji kolankowo-łokciowej. Akwarela Johanna Nepomuka Geigera

Pozycja kolankowo-łokciowa – pozycja seksualna, w której partner bierny klęczy pochylony do przodu z łokciami opartymi o podłoże, natomiast partner aktywny klęczy z tyłu między jego rozwartymi nogami trzymając go za biodra.
Pozycja zapewnia znaczną swobodę. Mężczyzna przy penetracji pochwy lub odbytnicy może kontrolować głębokość pchnięć, zaś partner bierny wsparty na kolanach i łokciach może kołysać się w przód i w tył lub zmieniać ustawienia miednicy, powodując zmianę doznań u obojga. Przy maksymalnym skłonie kobiety nasada członka ociera się o spojenie łonowe i pobudza łechtaczkę.
Pozycja kolankowo-łokciowa jest jedną z pozycji tylnych zwanej potocznie w języku angielskim piesek.
Współżycie seksualne w tej pozycji sprzyja zajściu w ciążę. Po ejakulacji w pochwie nasienie opada w dół w okolicę szyjki macicy, co ułatwia zapłodnienie. Z tego powodu zalecana jest przez lekarzy dla kobiet mających problem z zajściem w ciążę.
Pozycja ta ma również zastosowanie w medycynie. W takim ułożeniu pacjenta przeprowadza się wiele badań diagnostycznych, m.in.: badanie proktologiczne (per rectum), rektoskopowe i inne.